# Naturstiftung David
Die Naturstiftung David ist eine deutsche Stiftung, deren Arbeitsschwerpunkte in den Feldern Naturschutz, Erneuerbare Energien und Energieeinsparung liegen.
Sie wurde im Jahr 1998 durch den Bund für Umwelt und Naturschutz Deutschland (BUND), Landesverband Thüringen, gegründet. Stiftungszweck ist die Förderung des Natur- und Umweltschutzes in den neuen Bundesländern. In den Bereichen Naturschutz, Erneuerbare Energien und Energieeinsparung unterstützt die Stiftung Projekte von Umweltinitiativen und führt eigene Projekte durch. Die Stiftung ist Mitglied des Deutschen Naturschutzrings.
Das Stiftungskapital in Höhe von 3,65 Millionen Euro stammt aus einem außergerichtlichen Vergleich des BUND Thüringen mit dem Energiekonzern VEAG (heute: Vattenfall Europe) beim Verfahren um den Bau des Pumpspeicherwerks Goldisthal. Aus den Erträgen des unter ökologisch-sozialen Gesichtspunkten angelegten Kapitals stehen inflationsbereinigt jährlich rund 125.000 Euro für die Stiftungsarbeit zur Verfügung. Darüber hinaus wirbt die Stiftung Spenden sowie Drittmittel ein und kooperiert mit Wirtschaftsunternehmen.
Seit ihrer Gründung wurden mehr als 250 Projekte (Stiftungsprojekte und Projekte Dritter) mit einem Gesamtvolumen von über 1 Million Euro finanziert. Als großen Erfolg im Bereich Naturschutz wertet die Stiftung die Sicherung von bis zu 125.000 Hektar national bedeutsamer Naturschutzflächen, wie dem Naturschutzgebiet Hohe Schrecke. Im Bereich Energie konnten im Rahmen des Stiftungsprojektes sonnenklar! in den Ländern Thüringen, Sachsen und Sachsen-Anhalt bisher knapp 100 Sportstätten energetisch saniert werden, beispielsweise die Eisenacher Werner-Aßmann-Halle.